# Alebroides flavoniger
Alebroides flavoniger är en insektsart som beskrevs av Rauno E. Linnavuori 1960. Alebroides flavoniger ingår i släktet Alebroides och familjen dvärgstritar. Inga underarter finns listade i Catalogue of Life.